# Іванов Дмитро Іванович (художник)
Дмитро Іванович Івано́в (рос. Дмитрий Иванович Иванов; нар. 1782 — пом. після 1810) — російський живописець, автор історичних картин.

## Біографія
Народився 1782 року. З 1803 року навчався у Петербурзькій академії мистецтв, був учнем Григорія Угрюмова. У 1805 і 1806 роках отримав другі золоті медалі за програми «Мужній подвиг патріарха Никона» і «Прийом Володимиром Мономахом грецьких послів з багатими дарами», в 1806 році — першу і другу срібні медалі за малюнки з натури, у 1808 році за програму «Марфа Посадниця» — похвальний відгук і атестат І-го ступеня.

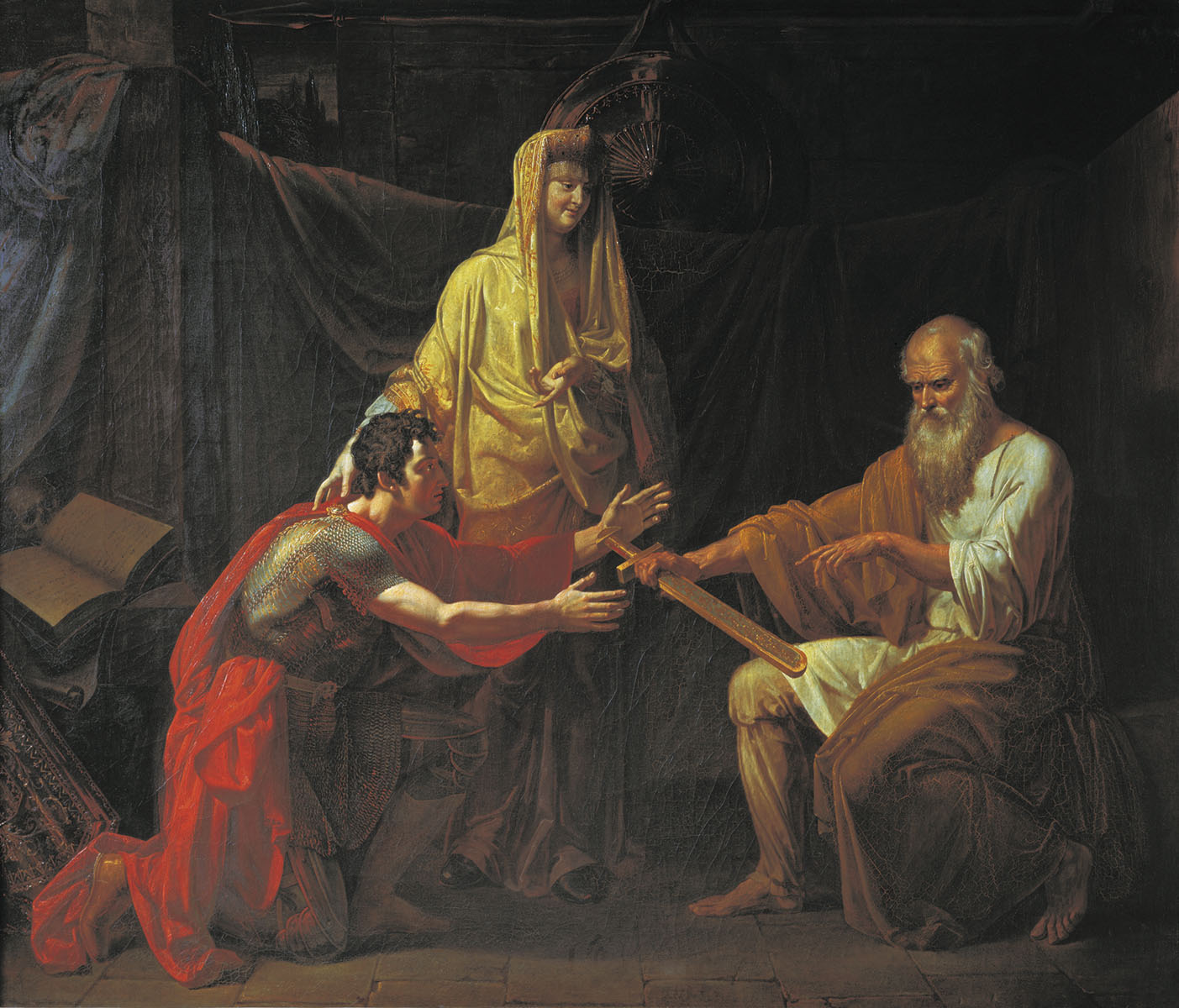
«Марфа Посадниця»

У 1809—1810 роках брав участь в експедиції по Росії археолога і історика Костянтина Бороздіна, виготовляв креслення, знімав види і виконав копії з мозаїк собору Святої Софії в Києві.

## Творчість
Виконав чотири альбоми «Рисунки і креслення до подорожі по Росії по височайшему повелінню К. Бороздіна, А. Єрмолаєва і художника Д. Іванова в 1809—1810 роках», які зберігаються в Національній бібліотеці України імені Володимира Вернадського у Києві.
Зробив креслення і рисунки загальних видів Києва, Ніжина, Чернігова та інших міст.
Значний інтерес становлять копії мозаїк Софіївського собору в Києві, вміщені в книзі «Опис Києва» Миколи Закревського (1868).